# Bedankt mijn vriend
Bedankt mijn vriend is de eerste single afkomstig van het album Samen met Dré, een album met daarop duetten tussen André Hazes en verschillende andere zangers. Dit nummer is een duet uit 2007 met zijn zoon André junior, waarbij de originele zang van wijlen Hazes is gemixt met die van zijn zoon.
Het originele Bedankt mijn vriend werd alleen door André Hazes opgenomen in 1988 en is te vinden op het album Liefde, leven, geven. Het werd speciaal gemaakt voor Tim Griek, producer en vriend van André die in 1988 om het leven kwam bij een auto-ongeluk.
Het nummer kwam in de week van 6 oktober de Nederlandse Top 40 binnen op de dertiende plaats, in de Single Top 100 op de vierde plaats. Voor André Hazes is het inmiddels zijn veertigste Top 40-hit. Voor Dré junior de eerste.

## Track lijst
1. "Bedankt mijn vriend" 03:14
2. "Bedankt mijn vriend (meezingversie)" 03:14

## Hitnotering
| "Bedankt mijn vriend" in de Nederlandse Top 40 - binnen: 6 oktober 2007 | "Bedankt mijn vriend" in de Nederlandse Top 40 - binnen: 6 oktober 2007 | "Bedankt mijn vriend" in de Nederlandse Top 40 - binnen: 6 oktober 2007 | "Bedankt mijn vriend" in de Nederlandse Top 40 - binnen: 6 oktober 2007 | "Bedankt mijn vriend" in de Nederlandse Top 40 - binnen: 6 oktober 2007 | "Bedankt mijn vriend" in de Nederlandse Top 40 - binnen: 6 oktober 2007 | "Bedankt mijn vriend" in de Nederlandse Top 40 - binnen: 6 oktober 2007 | "Bedankt mijn vriend" in de Nederlandse Top 40 - binnen: 6 oktober 2007 | "Bedankt mijn vriend" in de Nederlandse Top 40 - binnen: 6 oktober 2007 | "Bedankt mijn vriend" in de Nederlandse Top 40 - binnen: 6 oktober 2007 | "Bedankt mijn vriend" in de Nederlandse Top 40 - binnen: 6 oktober 2007 | "Bedankt mijn vriend" in de Nederlandse Top 40 - binnen: 6 oktober 2007 | "Bedankt mijn vriend" in de Nederlandse Top 40 - binnen: 6 oktober 2007 |
| Week                                                                    | 1                                                                       | 2                                                                       | 3                                                                       | 4                                                                       | 5                                                                       | 6                                                                       | 7                                                                       | 8                                                                       | 9                                                                       | 10                                                                      | 11                                                                      |                                                                         |
| ----------------------------------------------------------------------- | ----------------------------------------------------------------------- | ----------------------------------------------------------------------- | ----------------------------------------------------------------------- | ----------------------------------------------------------------------- | ----------------------------------------------------------------------- | ----------------------------------------------------------------------- | ----------------------------------------------------------------------- | ----------------------------------------------------------------------- | ----------------------------------------------------------------------- | ----------------------------------------------------------------------- | ----------------------------------------------------------------------- | ----------------------------------------------------------------------- |
| Nummer                                                                  | 13                                                                      | 1                                                                       | 1                                                                       | 1                                                                       | 4                                                                       | 5                                                                       | 6                                                                       | 10                                                                      | 22                                                                      | 29                                                                      | 31                                                                      | uit                                                                     |

| "Bedankt mijn vriend" in de Single Top 100 - binnen: 6 oktober 2007 | "Bedankt mijn vriend" in de Single Top 100 - binnen: 6 oktober 2007 | "Bedankt mijn vriend" in de Single Top 100 - binnen: 6 oktober 2007 | "Bedankt mijn vriend" in de Single Top 100 - binnen: 6 oktober 2007 | "Bedankt mijn vriend" in de Single Top 100 - binnen: 6 oktober 2007 | "Bedankt mijn vriend" in de Single Top 100 - binnen: 6 oktober 2007 | "Bedankt mijn vriend" in de Single Top 100 - binnen: 6 oktober 2007 | "Bedankt mijn vriend" in de Single Top 100 - binnen: 6 oktober 2007 | "Bedankt mijn vriend" in de Single Top 100 - binnen: 6 oktober 2007 | "Bedankt mijn vriend" in de Single Top 100 - binnen: 6 oktober 2007 | "Bedankt mijn vriend" in de Single Top 100 - binnen: 6 oktober 2007 | "Bedankt mijn vriend" in de Single Top 100 - binnen: 6 oktober 2007 | "Bedankt mijn vriend" in de Single Top 100 - binnen: 6 oktober 2007 | "Bedankt mijn vriend" in de Single Top 100 - binnen: 6 oktober 2007 | "Bedankt mijn vriend" in de Single Top 100 - binnen: 6 oktober 2007 | "Bedankt mijn vriend" in de Single Top 100 - binnen: 6 oktober 2007 | "Bedankt mijn vriend" in de Single Top 100 - binnen: 6 oktober 2007 |
| Week                                                                | 1                                                                   | 2                                                                   | 3                                                                   | 4                                                                   | 5                                                                   | 6                                                                   | 7                                                                   | 8                                                                   | 9                                                                   | 10                                                                  | 11                                                                  | 12                                                                  | 13                                                                  | 14                                                                  | 15                                                                  |                                                                     |
| ------------------------------------------------------------------- | ------------------------------------------------------------------- | ------------------------------------------------------------------- | ------------------------------------------------------------------- | ------------------------------------------------------------------- | ------------------------------------------------------------------- | ------------------------------------------------------------------- | ------------------------------------------------------------------- | ------------------------------------------------------------------- | ------------------------------------------------------------------- | ------------------------------------------------------------------- | ------------------------------------------------------------------- | ------------------------------------------------------------------- | ------------------------------------------------------------------- | ------------------------------------------------------------------- | ------------------------------------------------------------------- | ------------------------------------------------------------------- |
| Nummer                                                              | 4                                                                   | 2                                                                   | 1                                                                   | 1                                                                   | 3                                                                   | 5                                                                   | 7                                                                   | 17                                                                  | 17                                                                  | 28                                                                  | 49                                                                  | 39                                                                  | 35                                                                  | 80                                                                  | 87                                                                  | uit                                                                 |